# Densitat de flux magnètic
La densitat de flux magnètic o inducció magnètica (B) és el nombre de línies de flux (línies de força) per unitat d'àrea que travessen perpendicularment un camp magnètic. És una magnitud vectorial i la seva direcció a un punt donat del camp magnètic és la direcció del camp magnètic en aquell punt.
{\displaystyle B={\frac {F}{A}}}
On F és el flux magnètic, el nombre de línies, expressat en webers i A és la superfície, expressada en metres quadrats. La densitat de flux magnètic B s'expressa en webers per metre quadrat (wbm-2) al Sistema Internacional d'Unitats, i aquesta unitat té un nom especial, el tesla:
{\displaystyle 1T={\frac {1wb}{m^{2}}}}
Una antiga unitat del sistema CGS per a la inducció magnètica encara amb una certa utilització és el gauss (1 gauss = 10-4 tesla).